# Orchidopexie
L’orchidopexie est une intervention chirurgicale permettant de fixer le testicule à l'intérieur du scrotum. Elle est indiquée lors du traitement chirurgical d'une cryptorchidie où elle vise à ramener le testicule ectopique dans le scrotum et à l'y fixer. Elle est aussi employée dans le traitement de la torsion du cordon spermatique (plus connue sous le nom de « torsion testiculaire »), permettant d'éviter une récidive en fixant le testicule au scrotum.

## Contexte
Lors de la maturation du fœtus, les testicules, initialement situés dans l'abdomen, migrent vers le scrotum. Il arrive qu'ils ne migrent pas, ou incomplètement : on parle alors de cryptorchidie, ou testicule ectopique, ce qui peut affecter un seul testicule ou bien les deux. La migration des testicules peut se poursuivre durant la première année de vie, mais doit être achevée avant l'âge de 12 à 18 mois.

## Risques
Si les testicules ne reviennent pas en place et restent en position ectopique, ils ouvrent alors la voie à des complications[réf. nécessaire]: infertilité (par diminution de la spermatogénèse), cancer des testicules, torsion testiculaire ou encore hernie inguinale.
Dans ces situations, l'orchidopexie permet de diminuer les risques de complications. Pratiquée avant la puberté (et avant l'âge de 5 ans), l'orchidopexie diviserait par deux le risque de développer un cancer testiculaire.

L'orchidopexie tardive (pratiquée après l'âge de 5 ans) a été associée à un risque accru de cancer du testicule de type séminome.

## Geste
C'est une intervention qui consiste à amener le testicule (général bloqué en situation intra-abdominale) dans le scrotum, et à le fixer à sa place normale.

Le testicule est ainsi amené vers les bourses, auxquelles il est fixé.

## Pronostic
C'est une opération devenue courante, qui permet généralement au patient de pouvoir produire des spermatozoïdes (Une température de 34 à 36 °C est nécessaire à la spermatogenèse, au-delà il y a stérilité).
Mais la non-descente du testicule étant potentiellement liée à une exposition in utero à un perturbateur endocrinien, l'opéré voit ses risques de fertilité réduite et de cancer du testicule augmenter.[source insuffisante]